# Mosebacke brand 1857

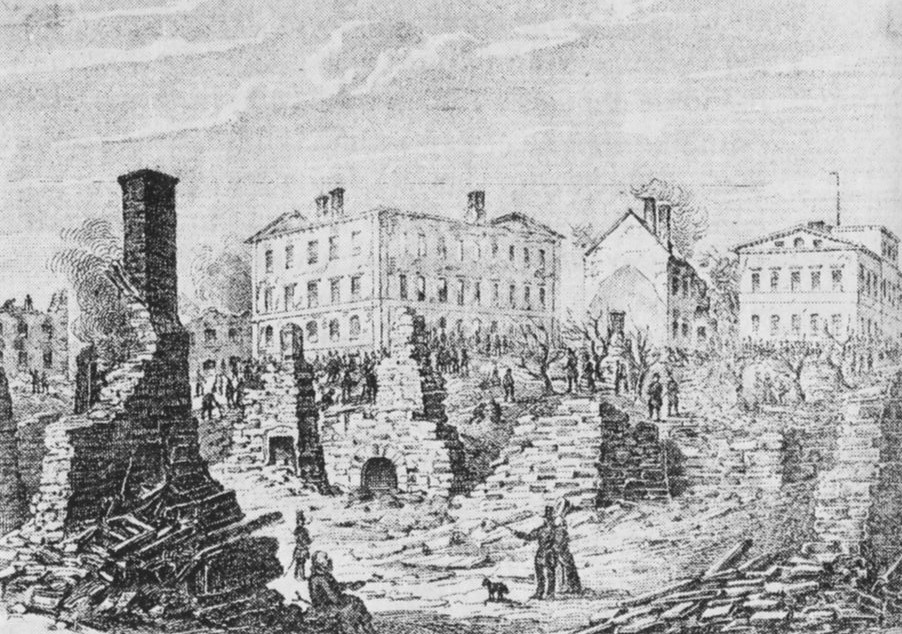
Illustration i Ny Illustrerad Tidning.

Branden på Mosebacke ägde rum den 26 augusti 1857 på nordöstra Södermalm i Stockholm. Eldsvådan totalförstörde 25 byggnader, bland annat den nyuppförda Södra Teatern. Händelsen uppmärksammades i Aftonbladet den 27 augusti 1857 och Ny Illustrerad Tidning. Efter branden anlades Mosebacke torg i en del av det drabbade området.

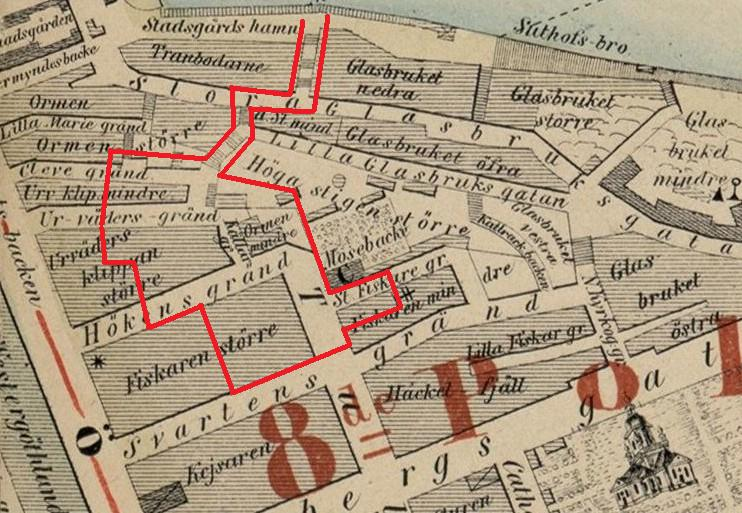
Brandspridningsområdet (röd linje)

Branden bröt ut i fiskköparen Rölings hus nummer 13 vid Hökens gränd (nuvarande Hökens gata). Man hade hållit på att värma tjära för att stryka huset. Elden tog fatt i trävirket och spred sig snabbt mot norr och syd. Branden drabbade byggnaderna i delar av kvarteren Urvädersklippan Större och Mindre samt Fiskaren Större ner till Svartensgatan och kvarteret Mosebacke inklusive Södra Teatern. Navigationsskolan (litt. "C" på kartan) klarade sig.
Elden spred sig även längs trätrapporna som ledde ner till Stadsgårdshamnen. Trapporna brann upp och brinnande delar blåste ner till vedskutorna som låg förtöjda i Stadsgårdshamnen. Genom en snabb insats av flottans brandsprutor kunde vedskutorna räddas.  Flottan lade även ut brandslangar  upp till brandområdet via Glasbruksgatan (dagens Klevgränd). Denna åtgärd bidrog till att eldens framfart kunde hejdas. 25 byggnader förstördes och omkring 600 personer blev husvilla. Södra Teatern var brandförsäkrad och fick återuppbyggas av dåvarande ägaren C.A. Wallman. Den östra delen av kvarteret Fiskaren Större återuppbyggdes dock inte utan här skapades Mosebacke torg. 